# Jincheng
Jincheng (chinois : 晋城 ; pinyin : Jìnchéng) est une ville du sud de la province du Shanxi en Chine.
La province possède une grande activité dans la production de charbon. La ville est régulièrement le site de congrès sur cette activité.
La politique de taxes de la région amène une diversification industrielle de la ville.
Foxconn (Hon Hai Precision Industry) y a construit une usine d'assemblage en 2002-2003 avec aujourd'hui[Quand ?] environ 2 000 employés.

## Géographie
La ville de Jincheng se trouve à 580 km au sud-ouest de Pékin et à 1 500 km au nord-ouest de Shanghai. Elle se situe dans la province du Shanxi, à environ 30 km de la frontière avec la province du Henan.

## Subdivisions administratives
La ville-préfecture de Jincheng exerce sa juridiction sur six subdivisions - un district, une ville-district et quatre xian :
- le district urbain de Jincheng - 城区 Chéng Qū ;
- la ville de Gaoping - 高平市 Gāopíng Shì ;
- le xian de Zezhou - 泽州县 Zézhōu Xiàn ;
- le xian de Qinshui - 沁水县 Qìnshuǐ Xiàn ;
- le xian de Yangcheng - 阳城县 Yángchéng Xiàn ;
- le xian de Lingchuan - 陵川县 Língchuān Xiàn.

## Patrimoine

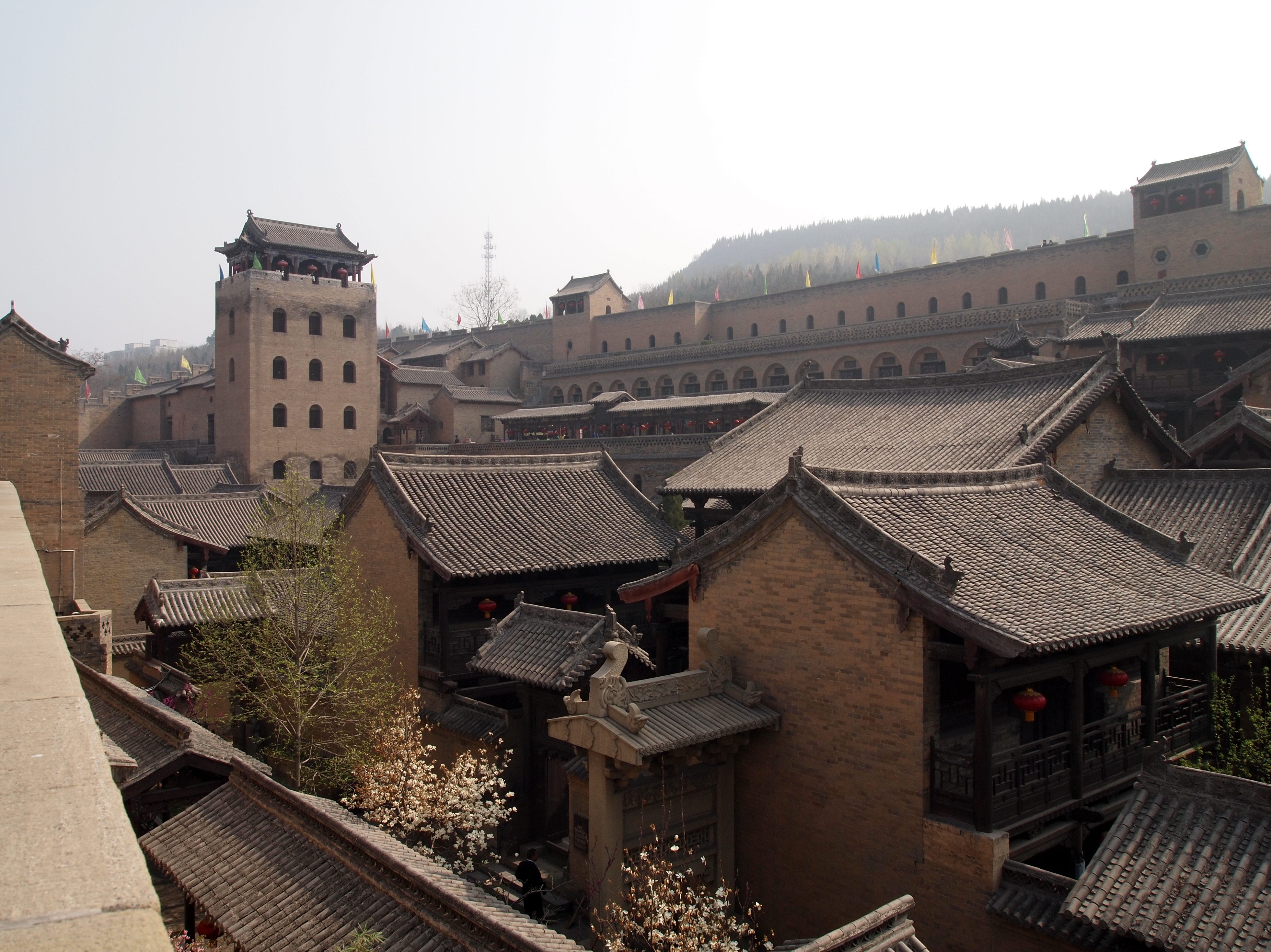
Le palais du chancelier Huangcheng.

Dans le xian de Yangcheng, le palais du chancelier Huangcheng (en) est un complexe architectural fortifié des époques Ming et Qing, ancienne résidence de la famille noble Chen du Shanxi.